# ستيب مودريتش
ستيب مودريتش (بالكرواتية: Stipe Modrić) مواليد 8 مايو 1979 في جمهورية كرواتيا الاشتراكية، هو لاعب كرة سلة كرواتي. بدأ مسيرته الاحترافية في سنة 1996.

## المسيرة الاحترافية
لعب مع أوليمبيا في موسم 1997–1998، ثم لعب مع سلوفان في موسم 1998–1999، ثم لعب مع أوليمبيا من سنة 1999 إلى 2003، ثم لعب مع نيكار ريزن لودفيغسبورغ في الدوري الألماني في سنة 2003، ثم لعب مع سلوفان من سنة 2003 إلى 2006، ثم لعب مع شوليه باسكت في الدوري الفرنسي في سنة 2006، ثم لعب مع سلوفان في موسم 2007–2008، ثم لعب مع فوتسوافك في موسم 2008–2009.

## روابط خارجية
- ستيب مودريتش على موقع الدوري الأوروبي لكرة السلة (الإنجليزية)
- ستيب مودريتش على موقع كرة السلة الأوروبية.كوم (الإنجليزية)
- ستيب مودريتش على موقع ريلجم (الإنجليزية)
- ستيب مودريتش على موقع بروبوليرز (الإنجليزية)
- ستيب مودريتش على موقع سبورتس رفرنس (الإنجليزية)